# شلومو نيازوف
شلومو نيازوف (مواليد 12 مايو 1962) هو ملاكم إسرائيلي، مثّل إسرائيل في الألعاب الأولمبية الصيفية 1984.

## روابط خارجية
شلومو نيازوف على موقع بوكس ريك (الإنجليزية) (registration required)
- شلومو نيازوف على موقع اللجنة الأولمبية الدولية (الإنجليزية)
- شلومو نيازوف على موقع أوليمبيديا (الإنجليزية)